# Ремез жовтий
Ремез жовтий (Anthoscopus parvulus) — вид горобцеподібних птахів родини ремезових (Remizidae).

## Поширення
Вид поширений в Західній та Центральній Африці. Він трапляється в Беніні, Буркіна-Фасо, Камеруні, Центральноафриканській Республіці, Чаді, Демократичній Республіці Конго, Кот-д'Івуарі, Гамбії, Гані, Гвінеї, Малі, Мавританії, Нігерії, Сенегалі, Південному Судані та Того.

## Спосіб життя
Ремез жовтий мешкає у сухих саванах та рідколіссях. Живиться комахами та ягодами.